# ゲグ方言

アルバニア語の方言分布

ゲグ（アルバニア語: gegë あるいは gegërishtja）、あるいはゲグ方言（ゲグほうげん）は、アルバニア語の主要方言のひとつ。アルバニア語のもうひとつの主要方言はトスク方言である。ゲグ方言とトスク方言の境界線は、アルバニアのほぼ中央を流れるシュクンビン川である。
ゲグ方言はアルバニア北部、マケドニア共和国、モンテネグロ、そしてコソボ、セルビア（主にプレシェヴォ渓谷地域: プレシェヴォ、メドヴェジャ、ブヤノヴァツ）の各地に住むアルバニア人によって主に話されている。

## 言語名別称
- ゲグ・アルバニア語
- Geg
- Shqip
- Shqyp

## ゲグ方言の鼻母音
| IPA | 表記 |
| --- | ---- |
| [ĩ] | î    |
| [ɛ̃] | ê    |
| [ã] | â    |
| [ỹ] | ŷ    |
| [ũ] | û    |